# Juan Ignacio Pérez
Juan Ignacio Pérez Martín (Navaluenga, Ávila, 3 de enero de 1990) es un ciclista español nacionalizado portugués.

## Trayectoria
Debutó como profesional en 2015 tras haber conseguido la temporada anterior grandes resultados en el campo amateur, como lo demuestra su victoria en el Gran Premio Macario.
Es uno de los productos de la cantera de ciclistas de la Fundación Provincial Deportiva Víctor Sastre, sita en El Barraco (provincia de Ávila).

## Equipos
- Amateur Sub 23
- 2010 Diputación De Ávila - Toshiba
- 2011 Diputación De Ávila - Toshiba
- 2012 Diputación De Ávila - Smilekers
- 2013 Gomur - Ferroatlántica - Cantabria
- 2014Gomur - Cantabria Deporte - Ferroatlántica
- 2015 Gomur
- Profesional

- 2019 Ludofoods Louletano Aviludo
- 2018  Aviludo - Louletano
- 2017 W52/FC Porto
- 2016 W52/FC Porto
- 2015 W52-Quinta da Lixa

## Palmarés
- Amateur Sub23
- 2013    1º en 1ª etapa Volta as Comarcas de Lugo
- 2014    1º en GP Macario, Alcalá de Henares
- 2014    1º en Dorletako Ama Saria
- 2014    1º en 4ª etapa Trofeo Bahamontes
- Profesional

- 2016    1º en 2ª etapa Grande Prémio Abimota
- 2016    1º en Troféu Concelhio Oliveira Azeméis / copa de Portugal